# Oswald Renkonen
Werner Oswald Renkonen (till 1940 Streng), född 6 september 1872 i Heinola, död 7 september 1951 i Helsingfors, var en finländsk läkare. Han var far till Olli Renkonen. 
Renkonen blev 1902 medicine och kirurgie doktor, var 1903–11 docent i bakteriologi vid Helsingfors universitet, 1911–21 e.o. professor i bakteriologi och serologi och 1921–39 ordinarie professor. År 1911 blev han chef för ett då inrättat statligt serumlaboratorium och 1916 inrättades för honom ett serologiskt-bakteriologiskt laboratorium vid Helsingfors universitet. Han tilldelades arkiaters titel 1943.
Renkonen ägnade ursprungligen främst åt bakteriologi och höjde den serologiska forskningen i Finland till en internationellt sett hög nivå. Han beskrev konglutinationen tillsammans med Jules Bordet. Från 1925 ägnade han sig åt blodgruppsforskning och utforskade etniska gruppers inbördes släktskap med hjälp av en av honom uppfunnen serologisk mätmetod.